# Ruby Huisman
Ruby Huisman (* 27. August 1998 in Baarn) ist eine niederländische Radrennfahrerin.

## Sportlicher Werdegang
Huisman fing im Alter von fünf Jahren mit BMX-Rennen an. Sie gewann 2008 und 2014 die Challenge-Rennen ihrer Altersklasse am Rande der Weltmeisterschaften. Als Juniorin hatte sie 2015 und 2016 zahlreiche Erfolge, gekrönt vom Sieg bei der Weltmeisterschaft 2016.
In der Elite konnte Huisman mehrfach das Finale von Weltcup-Rennen erreichen und 2019 auch einmal das Podium. Ihre beste Platzierung bei Elite-Weltmeisterschaften war der zehnte Platz 2018. Ihre Hoffnungen, das olympische BMX-Rennen 2021 zu erreichen, scheiterten an der harten Konkurrenz im niederländischen Team. Den niederländischen Meistertitel 2021 gewann sie in Abwesenheit der für die Spiele nominierten Fahrerinnen.
In der Folge beschloss Huisman, auf Bahnradsport umzusteigen. Sie holte 2022 und 2023 mehrere Medaillen bei niederländischen Meisterschaften in Kurzzeit-Disziplinen wie Sprint, Keirin und Zeitfahren; 2022 war sie Mitglied der siegreichen Mannschaft im Teamsprint. Aufgrund ihrer Ergebnisse erhielt sie eine Einladung zur UCI Track Champions League 2023.

## Erfolge

### BMX-Rennsport
2015
 Weltmeisterschaften (Junioren) – Zeitfahren
 Europameisterschaften (Junioren)
2016
 Weltmeisterin (Junioren)
 Weltmeisterschaften (Junioren) – Zeitfahren
ein Europacup-Sieg (Junioren)
2021
 Niederländische Meisterin

### Bahn
2022
 Niederländische Meisterin – Teamsprint (mit Kyra Lamberink und Kimberly Kalee)